# Kalnica (gromada)
Kalnica (do 30 XII 1959 Kiersnowo) – dawna gromada, czyli najmniejsza jednostka podziału terytorialnego Polskiej Rzeczypospolitej Ludowej w latach 1954–1972.
Gromady, z gromadzkimi radami narodowymi (GRN) jako organami władzy najniższego stopnia na wsi, funkcjonowały od reformy reorganizującej administrację wiejską przeprowadzonej jesienią 1954 do momentu ich zniesienia z dniem 1 stycznia 1973, tym samym wypierając organizację gminną w latach 1954–1972.
Gromadę Kalnica z siedzibą GRN w Kalnicy utworzono 31 grudnia 1959 w  powiecie bielskim w woj. białostockim, w związku z przeniesieniem siedziby GRN gromady Kiersnowo z Kiersnowa do Kalnicy i przemianowaniem gromady na gromada Kalnica; równocześnie do gromady Kalnica przyłączono wieś Załuskie Kościelne ze zniesionej gromady Malesze oraz wsie Załuskie Koronne i Poletyły oraz obszar lasów państwowych N-ctwa Bielsk Podlaski obejmujący oddziały 94—97 ze zniesionej gromady Świrydy.
1 stycznia 1969 gromadę Kalnica zniesiono, włączając jej obszar do gromad Łubin Kościelny (wsie Dębowo i Kadłubówka) i Brańsk (wsie Chojewo, Bronka, Kalnica, Kiersnowo, Kiersnówek, Pace, Poletyły Załuskie Koronne, Załuskie Kościelne i kolonie Majerowizna i Jarmarkowszczyzna).